# Zweisprachige Gemeinden in Polen

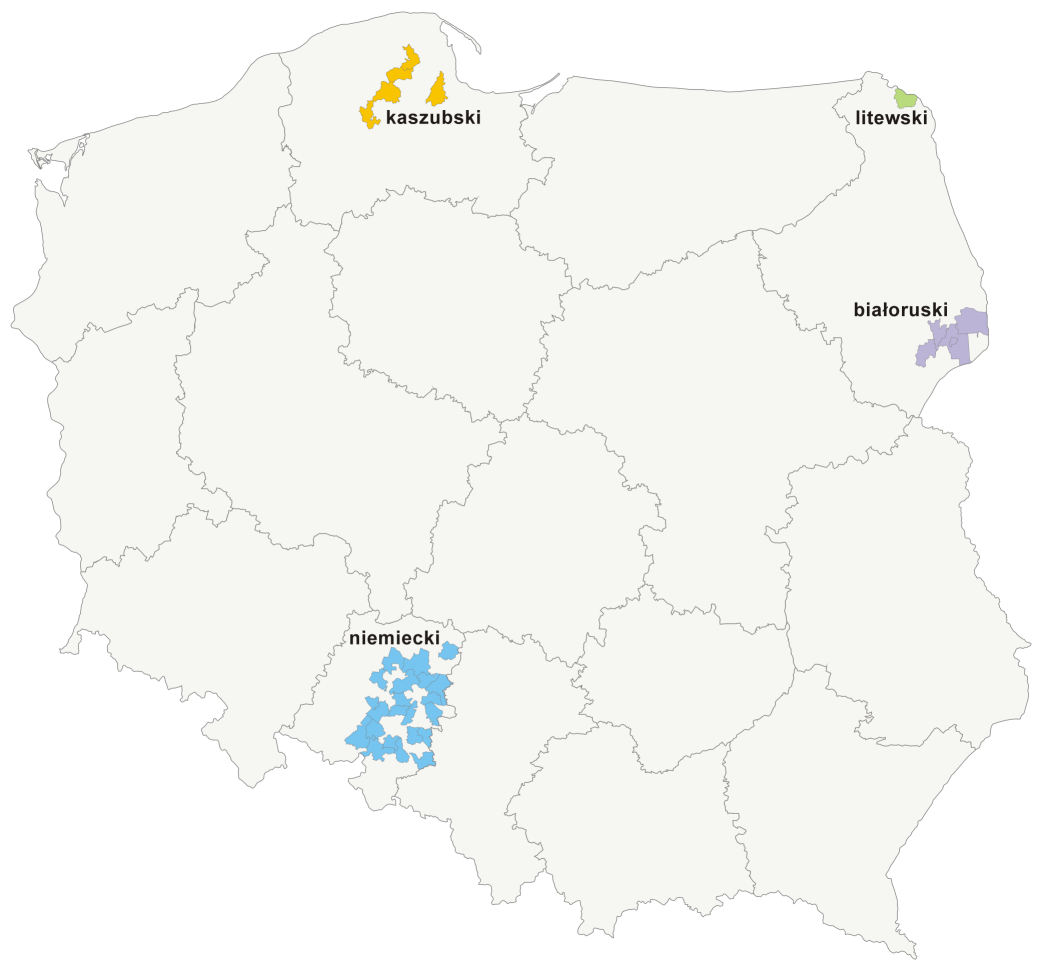
Zweisprachige Gemeinden in Polen

Die Einführung von Minderheitensprachen als zweite Amtssprache auf kommunaler Ebene (der in Polen sogenannten Hilfssprache) ermöglichte das am 6. Januar 2005 in Kraft getretene Minderheitengesetz.
Minderheitensprachen können in den Gemeinden als Hilfssprachen eingeführt werden, in denen der Anteil der Minderheiten mehr als 20 % an der Gesamtbevölkerung beträgt. Bevor eine Hilfssprache eingeführt werden kann, muss sie vorher in ein Amtsregister eingetragen werden. Sobald dies erfolgt ist, gilt eine Gemeinde offiziell als zweisprachig.

## Deutsch

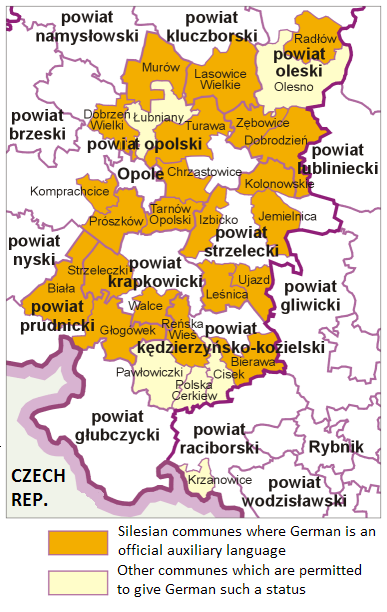
Deutschsprachige Gemeinden

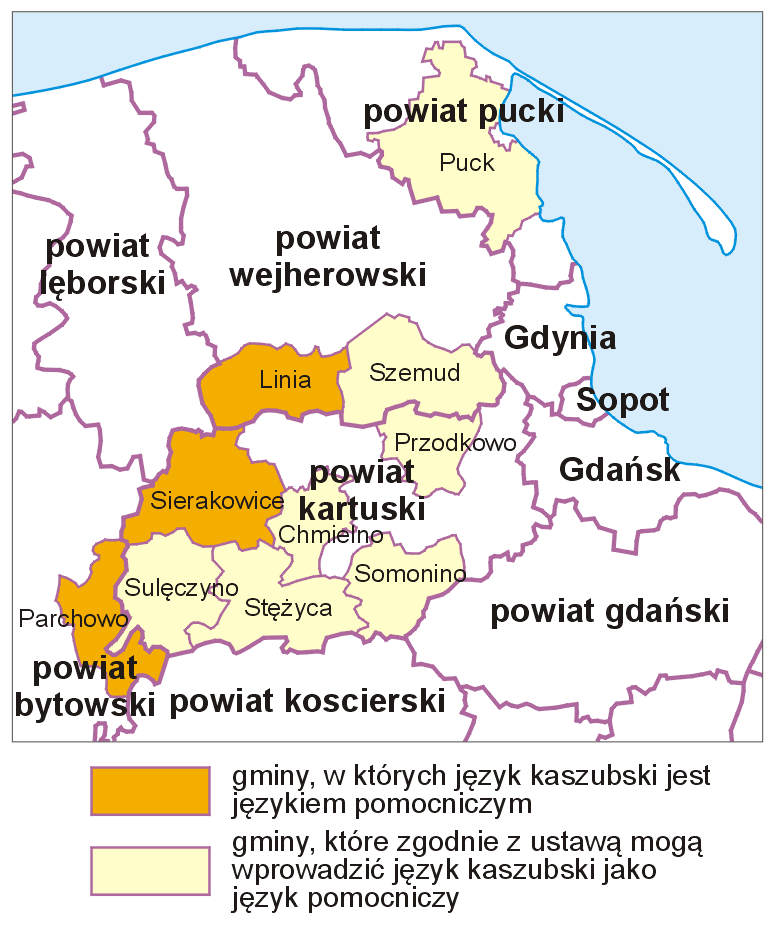
Kaschubischsprachige Gemeinden

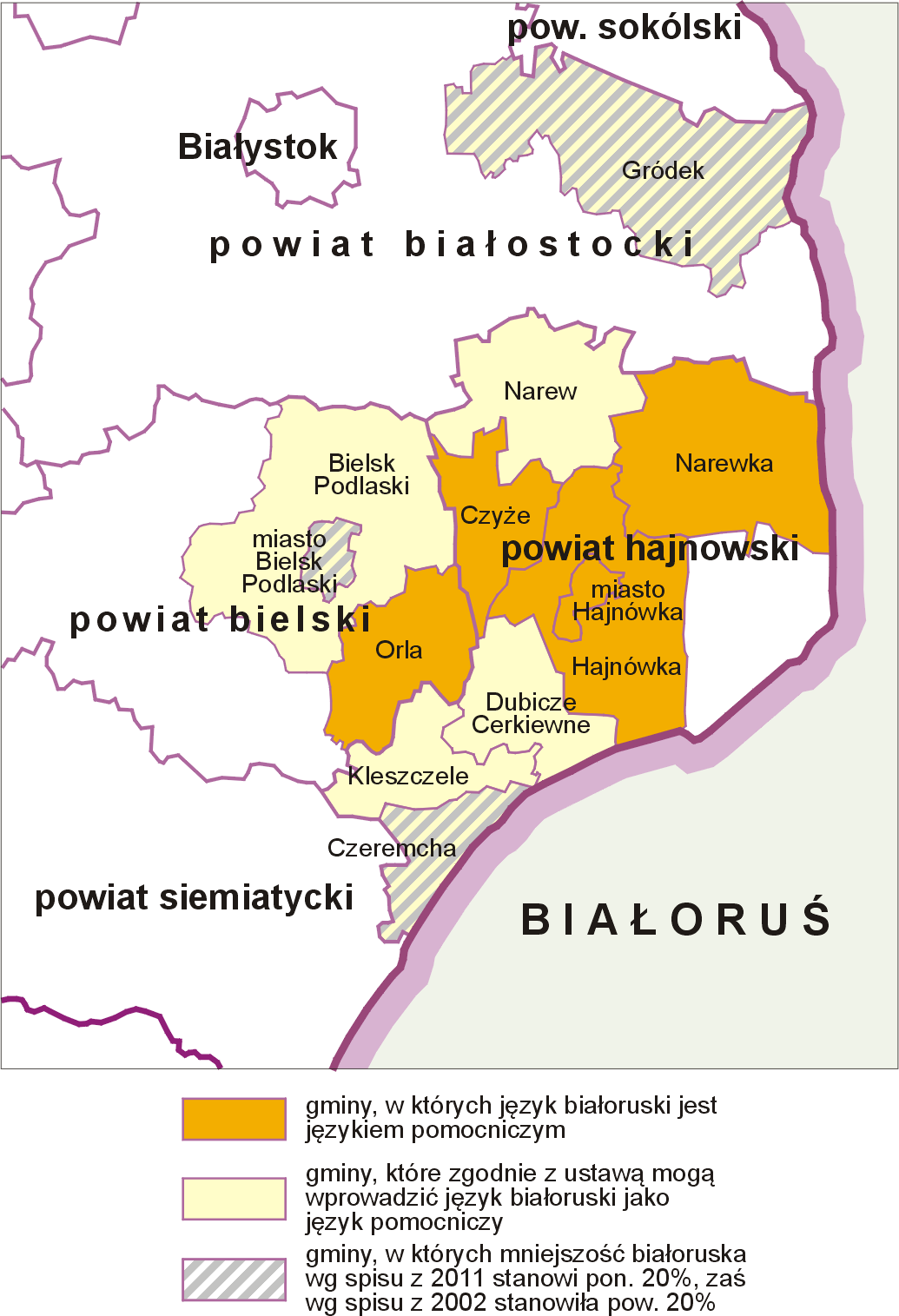
Belarussischsprachige Gemeinden

Deutsch wurde in 22 Gemeinden als Amtssprache eingeführt:
- Birawa (Bierawa)
- Chronstau (Chrząstowice)
- Colonnowska (Kolonowskie)
- Comprachtschütz (Komprachcice)
- Groß Döbern (Dobrzeń Wielki)
- Groß Lassowitz (Lasowice Wielkie)
- Guttentag (Dobrodzień)
- Himmelwitz (Jemielnica)
- Klein Strehlitz (Strzeleczki)
- Leschnitz (Leśnica)
- Murow (Murów)
- Oberglogau (Głogówek)
- Proskau (Prószków)
- Radlau (Radłów)
- Reinschdorf (Reńska Wieś)
- Stubendorf (Izbicko)
- Tarnau (Tarnów Opolski)
- Turawa (Turawa)
- Ujest (Ujazd)
- Walzen (Walce)
- Zembowitz (Zębowice)
- Zülz (Biała)

## Kaschubisch
Kaschubisch wurde in drei Gemeinden als Amtssprache eingeführt:
- Linia (Lëniô)
- Parchowo (Parchòwò)
- Sierakowice (Serakòjce)

## Litauisch
Litauisch wurde in einer Gemeinde als Amtssprache eingeführt:
- Puńsk (Punskas)

## Belarussisch
Belarussisch wurde in fünf Gemeinden als Amtssprache eingeführt:
- Czyże (Чыжы)
- Hajnówka (Гайнаўка) – Stadtgemeinde
- Hajnówka (Гайнаўка) – Landgemeinde
- Narewka (Нараўка)
- Orla (Орля)